# إنتاج الحمضيات

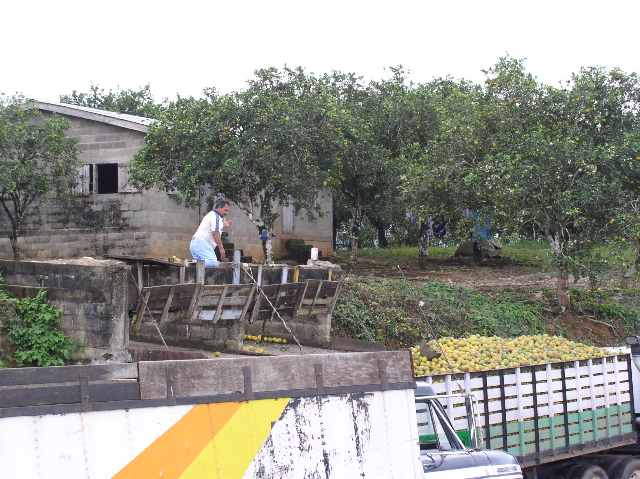
إنتاج الحمضيات

الفواكة الحمضية (بالإنجليزية: Citrus fruits)‏ هي الأعلى قيمة من بين محاصيل الفاكهة في التجارة العالمية. ويوجد سوقان رئيسيان وهما:
- سوق الفاكهة الطازجة
- سوق المنتجات مثل عصير البرتقال

و يعتبر البرتقال المصدر الرئيسي لهذه التجارة، إلا أن كميات لا يستهان بها تأتي من الكريفون والليمون.

## لمحة تاريخية
لأنه لا يمكن تحديد أصل ظهور الفواكه الحمضية بشكل دقيق، يعتقد الباحثون أنها بدأت بالظهور في جنوب شرق آسيا في عام 4000 قبل الميلاد. ومن هناك، بدأ انتشارها إلى شمال أفريقيا من خلال الهجرة والتجارة. وأثناء حكم الرومان انتقلت إلى جنوب أوروبا من خلال ساسة المجتمع الروماني بعد زيادة حجم التجارة . ثم انتشرت بشكل أوسع في جميع أنحاء أوروبا خلال العصور الوسطى، ثم إلى الأمريكتين بواسطة المستكشفين الأسبان. ولم يظهر تجارة عالمية في الفواكه الحمضية حتى القرن التاسع عشر، أما تجارة عصير البرتقال تطورت فيما بعد في عام 1940.

## الحجم
تزايد الإنتاج والاستهلاك الكلي للفواكة الحمضية بشكل كبير منذ 1980، حيث يقدر الإنتاج السنوي الحالي للفواكة الحمضية بما يزيد على 70 مليون طن، أكثر من نصف هذا الإنتاج من فاكهة البرتقال. وبحسب ما ذكره مؤتمر الأمم المتحدة للتجارة والتنمية أن زيادة إنتاج الفواكة الحمضية يرجع إلى زيادة مساحات الزراعة، وتطور النقل والتعبئة، وارتفاع الدخل، وتفضيل المستهلك للطعام الصحي.

## الدول المشهورة
الفواكة الحمضية يتم انتاجها في جميع أنحاء العالم، بحسب مؤتمر الأمم المتحدة للتجارة والتنمية أنه في عام 2004 وُجدت 140 دولة منتجة للفواكة الحمضية. 70% تقريبا من الإنتاج العالمي للفواكة الحمضية يتم انتاجه في نصف الأرض الشمالي، تحديدا في الدول المحيطة بالبحر الأبيض المتوسط والولايات المتحدة، كما أن البرازيل تعد أحد أكبر منتجي الفواكة الحمضية.
استهلاك الفواكة الحمضية كفواكة طازجة في الولايات المتحدة يزداد في ولايات كاليفورنيا وأريزونا وتكساس، ولكن أكثر إنتاج لعصير البرتقال والليمون الهندي (جريب فروت) في فلوريدا.
الصين تلعب أيضا دورا هاما في أسواق الحمضيات المصنعة وإنتاج عصير البرتقال، ولكن التسعيرات والتعريفات الجمركية العالية هي ما يجعل البيع المحلي أفضل من ناحية الربح. وعلى الرغم من أن الفواكة الحمضية بدأ ظهورها في جنوب شرق آسيا، فإن الإنتاج الحالي للفواكة الحمضية قليل؛ بسبب تكاليف التسويق ومشكلة الأمراض، بالإضافة إلى انخفاض العوائد التي تكاد تكون أقل من المتوسطة.
إنتاج الفواكة الحمضية في معظم أنحاء أوروبا يستمر بالانخفاض، ولكن الكليمونتين الذي يتم إنتاجه في إسبانيا يزداد شيوعا بين المستهلكين.
| أعلى 10 دول منتجة للفواكه الحمضيه في 2007 (طن) الأعلى إنتاجا مظللة بالرمادي                                            | أعلى 10 دول منتجة للفواكه الحمضيه في 2007 (طن) الأعلى إنتاجا مظللة بالرمادي | أعلى 10 دول منتجة للفواكه الحمضيه في 2007 (طن) الأعلى إنتاجا مظللة بالرمادي | أعلى 10 دول منتجة للفواكه الحمضيه في 2007 (طن) الأعلى إنتاجا مظللة بالرمادي | أعلى 10 دول منتجة للفواكه الحمضيه في 2007 (طن) الأعلى إنتاجا مظللة بالرمادي | أعلى 10 دول منتجة للفواكه الحمضيه في 2007 (طن) الأعلى إنتاجا مظللة بالرمادي | أعلى 10 دول منتجة للفواكه الحمضيه في 2007 (طن) الأعلى إنتاجا مظللة بالرمادي |
| الدولة | الكريفون                                                                    | الليمون واللايم                                                             | البرتقال                                                                    | التنجارين، إلخ                                                              | أخرى                                                                        | المجموع                                                                     |
| --- | --------------------------------------------------------------------------- | --------------------------------------------------------------------------- | --------------------------------------------------------------------------- | --------------------------------------------------------------------------- | --------------------------------------------------------------------------- | --------------------------------------------------------------------------- |
| البرازيل | 72,000                                                                      | 1,060,000                                                                   | 18,279,309                                                                  | 1,271,000                                                                   | -                                                                           | 20,682,309                                                                  |
| الصين | 547,000                                                                     | 745,100                                                                     | 2,865,000                                                                   | 14,152,000                                                                  | 1,308,000                                                                   | 19,617,100                                                                  |
| الولايات المتحدة | 1,580,000                                                                   | 722,000                                                                     | 7,357,000                                                                   | 328,000                                                                     | 30,000                                                                      | 10,017,000                                                                  |
| المكسيك | 390,000                                                                     | 1,880,000                                                                   | 4,160,000                                                                   | 355,000                                                                     | 66,000                                                                      | 6,851,000                                                                   |
| الهند | 178,000                                                                     | 2,060,000                                                                   | 3,900,000                                                                   | -                                                                           | 148,000                                                                     | 6,286,000                                                                   |
| إسبانيا | 35,000                                                                      | 880,000                                                                     | 2,691,400                                                                   | 2,080,700                                                                   | 16,500                                                                      | 5,703,600                                                                   |
| إيران | 54,000                                                                      | 615,000                                                                     | 2,300,000                                                                   | 702,000                                                                     | 68,000                                                                      | 3,739,000                                                                   |
| إيطاليا | 7,000                                                                       | 546,584                                                                     | 2,293,466                                                                   | 702,732                                                                     | 30,000                                                                      | 3,579,782                                                                   |
| نيجيريا | -                                                                           | -                                                                           | -                                                                           | -                                                                           | 3,325,000                                                                   | 3,325,000                                                                   |
| تركيا | 181,923                                                                     | 706,652                                                                     | 1,472,454                                                                   | 738,786                                                                     | 2,599                                                                       | 3,102,414                                                                   |
| العالم | 5,061,023                                                                   | 13,032,388                                                                  | 63,906,064                                                                  | 26,513,986                                                                  | 7,137,084                                                                   | 115,650,545                                                                 |
| Source: Food And Agricultural Organization of United Nations: Economic And Social Department: The Statistical Devision |                                                                             |                                                                             |                                                                             |                                                                             |                                                                             |                                                                             |